# Antonio Tosti
Antonio Tosti (né le 4 octobre 1776 à Rome et mort le 20 mars 1866 à Rome) est un cardinal italien du XIXe siècle.

## Biographie
Antonio Tosti exerce diverses fonctions au sein de la curie romaine. Il est secrétaire de la "Congrégation de l'état" et trésorier général de la Chambre apostolique. Il est connu comme expert financier.
Le pape Grégoire XVI le crée cardinal in pectore lors du consistoire du 12 février 1838. Sa création est publiée le 18 février 1839. Tosti participe au conclave de 1846, lors duquel Pie IX est élu pape. Il est camerlingue du Collège des cardinaux entre 1858 et 1860. Le cardinal Tosti est bibliothécaire de la Sainte Église de 1861 jusqu'à sa mort en 1866. Il devient cardinal-protoprêtre en 1863.

### Source
- Fiche du cardinal sur le site fiu-edu